# シグナルズ (ラッシュのアルバム)
『シグナルズ』 (Signals) は、カナダ出身のロックバンド、ラッシュの9作目のスタジオ・アルバム。

1974年から一緒に仕事をしてきたテリー・ブラウンがプロデュースした最後のアルバムとなった。
シングルカットされた「ニュー・ワールド・マン」は、全米シングルチャートのBillboard Hot 100で21位を記録し、バンドにとってアメリカでの最高位を記録したシングルとなり、トップ40に入った唯一のシングルである。
リード曲「サブディヴィジョンズ」はシンセ・リフが主体となっており、これまでにないサウンド・アプローチとなっている。「カウントダウン」は1981年4月、フロリダ州ケープ・ケネディで行われた、NASAによるスペースシャトル計画の第1号であるSTS-1（コロンビア号の打ち上げ）に参加し、インスパイアされ作成された。曲中には実際に録音された無線通信のサンプルが使われている。

## 背景
1981年10月から12月まで、「サブディヴィジョンズ」を含むセットリストで北米とヨーロッパをツアーした。
1982年4月に行われた、ウォームアップ・ツアーでは「アナログ・キッド」がセットリストに含まれていた。
収録曲のほとんどが1982年初頭に書かれ、リハーサルが行われた。
レコーディングは1982年4月にル・スタジオで開始され、6月完成予定がずれ込み7月15日に終了した。
1970年代のギターオリエンテッドな作風からますます遠ざかり、今まで以上にシンセサイザーが前面に出され、長尺曲はなく、音楽性に大きな変化がもたらされている。
ニール・パートの歌詞にも変化があり、東西冷戦や人間の普遍的で不可思議な面など、シリアスな内容が増えている。ゲディー・リーは『シグナルズ』をバンドの新しい時代の始まりと考えていた。各曲の正しいフィーリングを得るのに通常よりも時間がかかったため、制作がかなり困難だったと語っている。

## 収録曲
注記ない限り、全作詞：ニール・パート、全作曲：アレックス・ライフソン & ゲディー・リー
| #  | タイトル                                               | 作詞 | 作曲・編曲 | 時間 |
| -- | ------------------------------------------------------ | ---- | ---------- | ---- |
| 1. | 「サブディヴィジョンズ - "Subdivisions"」              |      |            | 5:35 |
| 2. | 「アナログ・キッド - "The Analog Kid"」                |      |            | 4:47 |
| 3. | 「化学 - "Chemistry"」(作詞：リー、ライフソン、パート) |      |            | 4:57 |
| 4. | 「デジタル・マン - "Digital Man"」                     |      |            | 6:23 |

| #  | タイトル                                      | 作詞 | 作曲・編曲 | 時間 |
| -- | --------------------------------------------- | ---- | ---------- | ---- |
| 5. | 「恐怖兵器 - "The Weapon (Part II of Fear)"」 |      |            | 6:24 |
| 6. | 「ニュー・ワールド・マン - "New World Man"」  |      |            | 3:42 |
| 7. | 「失われた夢 - "Losing It"」                  |      |            | 4:53 |
| 8. | 「カウントダウン - "Countdown"」              |      |            | 5:49 |

## パーソネル
- ゲディー・リー (Geddy Lee) – ベース、シンセサイザー、ボーカル
- アレックス・ライフソン (Alex Lifeson) – ギター、ベース・ペダル
- ニール・パート (Neil Peart) – ドラム、パーカッション、スポークン・ボーカル on "Subdivisions"

### アディショナル・ミュージシャン
- ベン・ミンク (Ben Mink) – エレクトリック・ヴァイオリン on "Losing It"

## チャート
| 年   | チャート             | 最高位 |
| ---- | -------------------- | ------ |
| 1982 | Billboard 200        | 10     |
| 1982 | 全英アルバムチャート | 3      |